# Muzeum Domu Śląskiego w Ziębicach
Muzeum Domu Śląskiego w Ziębicach, do końca 2022 roku Muzeum Sprzętu Gospodarstwa Domowego, istnieje od 1931 r. i do lat 70. XX w. było to muzeum o charakterze regionalnym. W 1973 r. ziębickie muzeum jako jedyne w Polsce przyjęło specjalizację z zakresu sprzętu gospodarstwa domowego, którą prowadziło do 31 grudnia 2022 r., łącząc funkcje muzeum specjalistycznego oraz muzeum regionalnego. Od 1 stycznia 2023 r. muzeum nosi nazwę, która lepiej oddaje specyfikę zbiorów ziębickiej placówki. 
Obok bogatych zbiorów związanych z dawną specjalizacją muzeum m.in.: żelazka XVII–XX w., chłodziarki, pralki XIX–XX w., naczynia mosiężne i miedziane XVIII–XX w., można tu obejrzeć zbiory śląskiego rzemiosła artystycznego: meble XVII–XX w., naczynia i sztućce XVIII–XX w. oraz bogate zbiory sztuki - głównie śląskiej: śląska rzeźba sakralna XV–XIX w., malarstwo XVII–XX w., a także zbiory o charakterze regionalnym. Na szczególną uwagę zasługuje kolekcja śląskiego malarza pochodzącego z Ziębic – Josepha Langera (1865–1918).
Muzeum posiada następujące ekspozycje stałe:
- kolekcja śląskiej rzeźby sakralnej od XV do XIX w.
- kolekcja broni wojskowej i myśliwskiej, białej i palnej od XVIII do XIX w.
- kolekcja obrazów autorstwa Josepha Langera (1865-1918);
- kuchnia mieszczańska z przełomu XIX i XX w.
- sala etnograficzna;
- kolekcja żelazek z czterech stuleci od XVII do XX w.
- salonik barokowy (XVII–XVIII w.);
- salonik mieszczański w stylu biedermeier (I poł.XIX w.);
- Sambice-Munsterberg-Ziębice, historia Ziębic;
- sypialnia pani domu[4]

Siedzibą ziębickiego muzeum jest zabytkowy Ratusz w Ziębicach.